# Женская сборная ветеранов Дании по кёрлингу
Женская сборная ветеранов Дании по кёрлингу — национальная женская сборная команда, составленная из игроков возраста 50 лет и старше. Представляет Данию на международных соревнованиях по кёрлингу. Управляющей организацией выступает Ассоциация кёрлинга Дании (дат. Dansk Curling Forbund, англ. Danish Curling Association).

## Результаты выступлений

### Чемпионаты мира
| Год     | Место                                           | И                                               | В                                               | П                                               | Состав (скипы выделены шрифтом)                 | Состав (скипы выделены шрифтом)                 | Состав (скипы выделены шрифтом)                 | Состав (скипы выделены шрифтом)                 | Состав (скипы выделены шрифтом)                 | Состав (скипы выделены шрифтом)                 |                                                 |
| Год     | Место                                           | И                                               | В                                               | П                                               | четвёртый                                       | третий                                          | второй                                          | первый                                          | запасной                                        | тренер                                          |                                                 |
| ------- | ----------------------------------------------- | ----------------------------------------------- | ----------------------------------------------- | ----------------------------------------------- | ----------------------------------------------- | ----------------------------------------------- | ----------------------------------------------- | ----------------------------------------------- | ----------------------------------------------- | ----------------------------------------------- | ----------------------------------------------- |
| 2002    | не участвовали                                  | не участвовали                                  | не участвовали                                  | не участвовали                                  | не участвовали                                  | не участвовали                                  | не участвовали                                  | не участвовали                                  | не участвовали                                  | не участвовали                                  | не участвовали                                  |
| 2003    | 9                                               | 9                                               | 2                                               | 7                                               | Jytte Berg                                      | Bente Mortensen                                 | Lone Tordrup                                    | Marie Louise Birch                              |                                                 | Torkil Svensgaard                               |                                                 |
| 2004—05 | не участвовали                                  | не участвовали                                  | не участвовали                                  | не участвовали                                  | не участвовали                                  | не участвовали                                  | не участвовали                                  | не участвовали                                  | не участвовали                                  | не участвовали                                  | не участвовали                                  |
| 2006    | 9                                               | 5                                               | 2                                               | 3                                               | Кирстен Йенсен                                  | Lone Tordrup                                    | Lone Christiansen                               | Dorthe Hansen                                   |                                                 |                                                 |                                                 |
| 2007—11 | не участвовали                                  | не участвовали                                  | не участвовали                                  | не участвовали                                  | не участвовали                                  | не участвовали                                  | не участвовали                                  | не участвовали                                  | не участвовали                                  | не участвовали                                  | не участвовали                                  |
| 2012    | 9                                               | 6                                               | 2                                               | 4                                               | Яне Бидструп                                    | Ибен Ларсен                                     | Лилиан Нильсен                                  | Lone Bagge Harry                                | Mai Greulich                                    | Poul Erik Nielsen                               |                                                 |
| 2013—18 | не участвовали                                  | не участвовали                                  | не участвовали                                  | не участвовали                                  | не участвовали                                  | не участвовали                                  | не участвовали                                  | не участвовали                                  | не участвовали                                  | не участвовали                                  | не участвовали                                  |
| 2019    | 2                                               | 9                                               | 7                                               | 2                                               | Лене Бидструп                                   | Сусанна Слотсагер                               | Трине Квист                                     | Лиллиан Фрёлинг Хансен                          |                                                 | Габриэлла Квист                                 |                                                 |
| 2020—21 | чемпионат не проводился из-за пандемии COVID-19 | чемпионат не проводился из-за пандемии COVID-19 | чемпионат не проводился из-за пандемии COVID-19 | чемпионат не проводился из-за пандемии COVID-19 | чемпионат не проводился из-за пандемии COVID-19 | чемпионат не проводился из-за пандемии COVID-19 | чемпионат не проводился из-за пандемии COVID-19 | чемпионат не проводился из-за пандемии COVID-19 | чемпионат не проводился из-за пандемии COVID-19 | чемпионат не проводился из-за пандемии COVID-19 | чемпионат не проводился из-за пандемии COVID-19 |
| 2022    | 13                                              | 6                                               | 1                                               | 5                                               | Трине Квист                                     | Anni Gustavussen                                | Gitte Soelvsten                                 | Linette Henningsen                              |                                                 | Hans Peter Schack                               |                                                 |
| 2023    | не участвовали                                  | не участвовали                                  | не участвовали                                  | не участвовали                                  | не участвовали                                  | не участвовали                                  | не участвовали                                  | не участвовали                                  | не участвовали                                  | не участвовали                                  | не участвовали                                  |
| 2024    | 18                                              | 5                                               | 1                                               | 4                                               | Трине Квист                                     | Anni Gustavussen                                | Gitte Soelvsten                                 | Linette Henningsen                              | Lene Solberg                                    | Габриэлла Квист                                 |                                                 |
| 2025    | 5                                               | 6                                               | 2                                               | 4                                               | Camilla Søndergård-Nielsen                      | Bodil Hollinger Larsen                          | Lene Solberg                                    | Hanne Suhr                                      |                                                 | Søren Tidmand                                   |                                                 |

(данные с сайта результатов и статистики ВФК: )